# Afrocimex
Afrocimex is een geslacht van wantsen uit de familie van de Cimicidae (Bedwantsen). Het geslacht werd voor het eerst wetenschappelijk beschreven door Schouteden in 1951.

## Soorten
Het genus bevat de volgende soorten:

- Afrocimex constrictus Ferris & Usinger, 1957
- Afrocimex leleupi Schouteden, 1951